# Agni Air
Agni Air Pvt. Ltd. — колишня непальська авіакомпанія, яка почала перевезення в березні 2006 року. Її штаб-квартира знаходилась в Катманду. У 2012 році діяльність авіакомпанії була припинена через невиплачених боргів.

## Історія

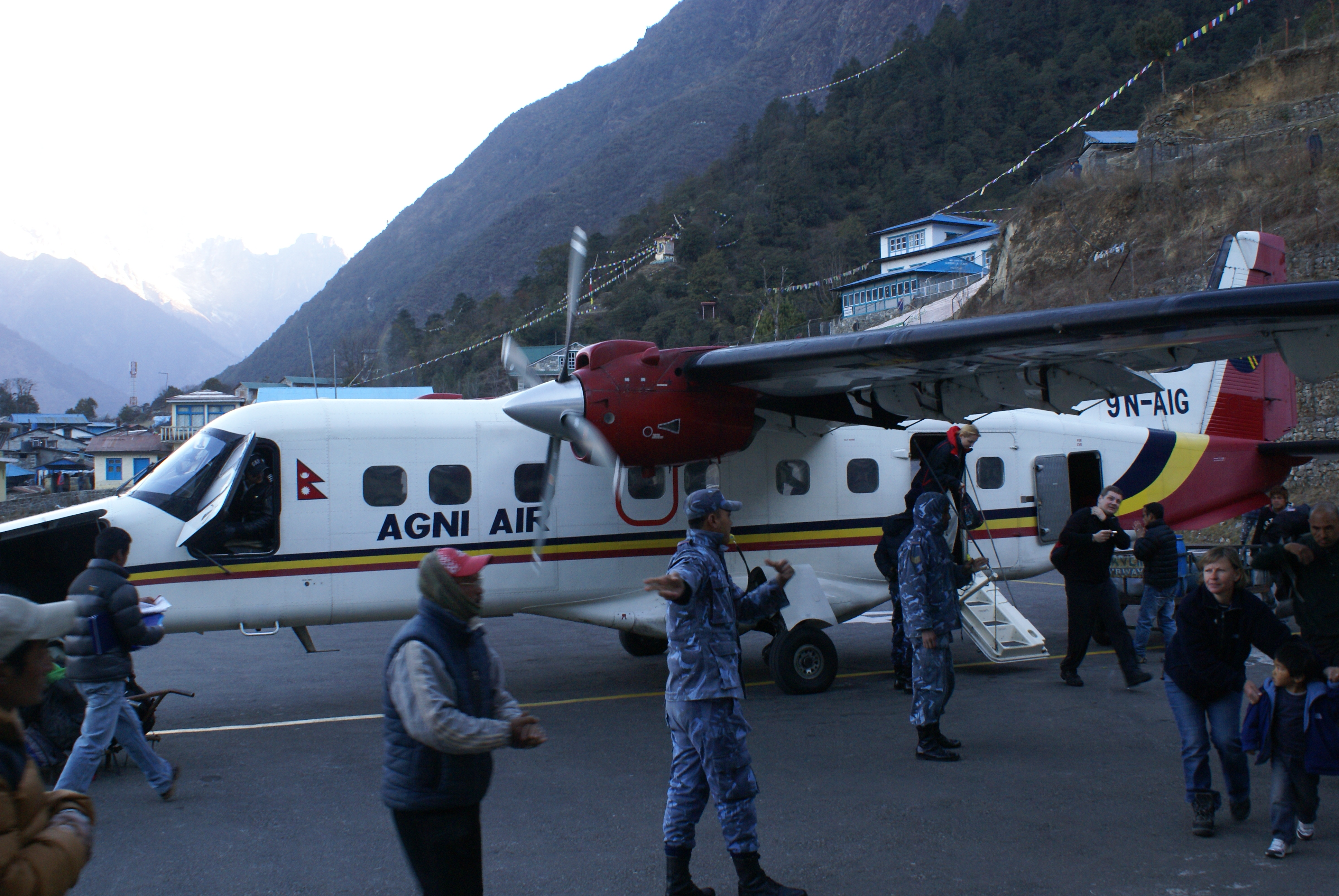
Літак Dornier Do 228 авіакомпанії Agni Air

Agni Air початку перевезення 16 березня 2006 року в напрямках Лукла і Тумлінгтар на літаку Dornier 228 та з польотами в Біратнагар днем пізніше.
У листопаді 2012 року Agni Air не змогла у встановлені терміни погасити фінансову заборгованість перед банками, що призвело до припинення діяльності авіакомпанії. Планується продаж Agni Air на аукціоні.

## Пункти призначення
Управління цивільної авіації Непалу (CAAN) дало ліцензію авіакомпанії Agni Air на виконання регулярних пасажирських перевезень, у тому числі і в гірській місцевості. Станом на червень 2010 року Agni Air виконувала регулярні перевезення за такими напрямами:
| Місто      | Код IATA | Аеропорт                              | Напрями                                                       |
| ---------- | -------- | ------------------------------------- | ------------------------------------------------------------- |
| Бхаратпур  | BDP      | аеропорт Бхаратпур                    | Катманду                                                      |
| Бхайрахава | BWA      | аеропорт Гаутама Будда                | Катманду                                                      |
| Біратнагар | BIR      | аеропорт Біратнагар                   | Катманду                                                      |
| Джомсом    | JMO      | аеропорт Джомсом                      | Покхара                                                       |
| Катманду   | KTM      | міжнародний аеропорт імені Трібхувана | Бхаратпур, Бхайрахава, Біратнагар, Лукла, Покхара, Тумлингтар |
| Лукла      | LUA      | аеропорт імені Тенцінга та Гілларі    | Катманду                                                      |
| Покхара    | PKR      | аеропорт Покхара                      | Джомсом, Катманду                                             |
| Тумлінгтар | TMI      | аеропорт Тумлінгтар                   | Катманду                                                      |

## Флот
Флот Agni Air складався з:
- 2 літака Dornier Do 228
- 3 літаки British Aerospace Jetstream 41

З 2013 року всі літаки віддані в 5-річний лізинг непальської авіакомпанії Simrik Airlines.

## Події і катастрофи
- Катастрофа Dornier 228 під Катманду, що сталася біля столиці країни під час проливного дощу — загинули 14 осіб на борту[8].
- 14 травня 2012 року, літак Dornier 228 авіакомпанії Agni Air розбився при заході на посадку в аеропорту Джомсом. Загинуло 15 з 21 людини на борту літака[9].